# Persepolia columbaria
Persepolia columbaria är en insektsart som beskrevs av Dlabola och Safavi 1972. Persepolia columbaria ingår i släktet Persepolia och familjen Flatidae. Inga underarter finns listade i Catalogue of Life.